# Hieronymus von Dorne (Stadthauptmann)
Hieronymus von Dorne (* 23. Oktober 1603 in Lübeck; † 18. Januar 1671 in Mölln) war ein deutscher Jurist, Orientreisender und Stadthauptmann von Mölln.

## Leben
Hieronymus von Dorne entstammte der Lübecker Kaufmanns- und Ratsfamilie Dorne und war der jüngere Sohn des Ratsherrn Hermann von Dorne († 1607). Der spätere Bürgermeister Hermann von Dorne war sein älterer Bruder.
Nach dem Besuch des Katharineums studierte er an den Universitäten Paris und Padua. 1628 gehörte er in Paris mit dem ebenfalls aus Lübeck stammenden Peter Heyling zu einer Gruppe von Studenten bei Hugo Grotius, die von diesem für den Gedanken einer protestantischen Mission im Orient begeistert wurden. 1632 war er in Padua Praeses der deutschen Nation sowie Syndicus der juristischen Fakultät. In Venedig wurde er 1635 zusammen mit Johann Marquard Ritter des St.-Markus-Orden.
Wenig später begann er seine lange, religiös motivierte Reise in den Orient. Über die Türkei bzw. Kleinasien reiste nach Syrien und Palästina und besuchte von dort aus auch Arabien und Ägypten. In Jerusalem ließ er sich als Ritter in den Ritterorden vom Heiligen Grab zu Jerusalem aufnehmen. Von seiner Reise ist nicht viel überliefert außer einem Brief aus Aleppo von 1634, in dem er berichtet, Peter Heyling in Jerusalem getroffen zu haben, den Johann Heinrich Michaelis in seiner Heyling-Biographie verwendete.
Nach seiner Rückkehr trat er in den Dienst des Herzogs Adolf Friedrich I. von Mecklenburg-Schwerin, wo er zum Geheimen Rat und Hauptmann zu Neustadt ernannt wurde. Danach trat er in kurbrandenburgische Dienste und wurde Regierungs-, Kammer- und Konsistorialrat in Halberstadt.

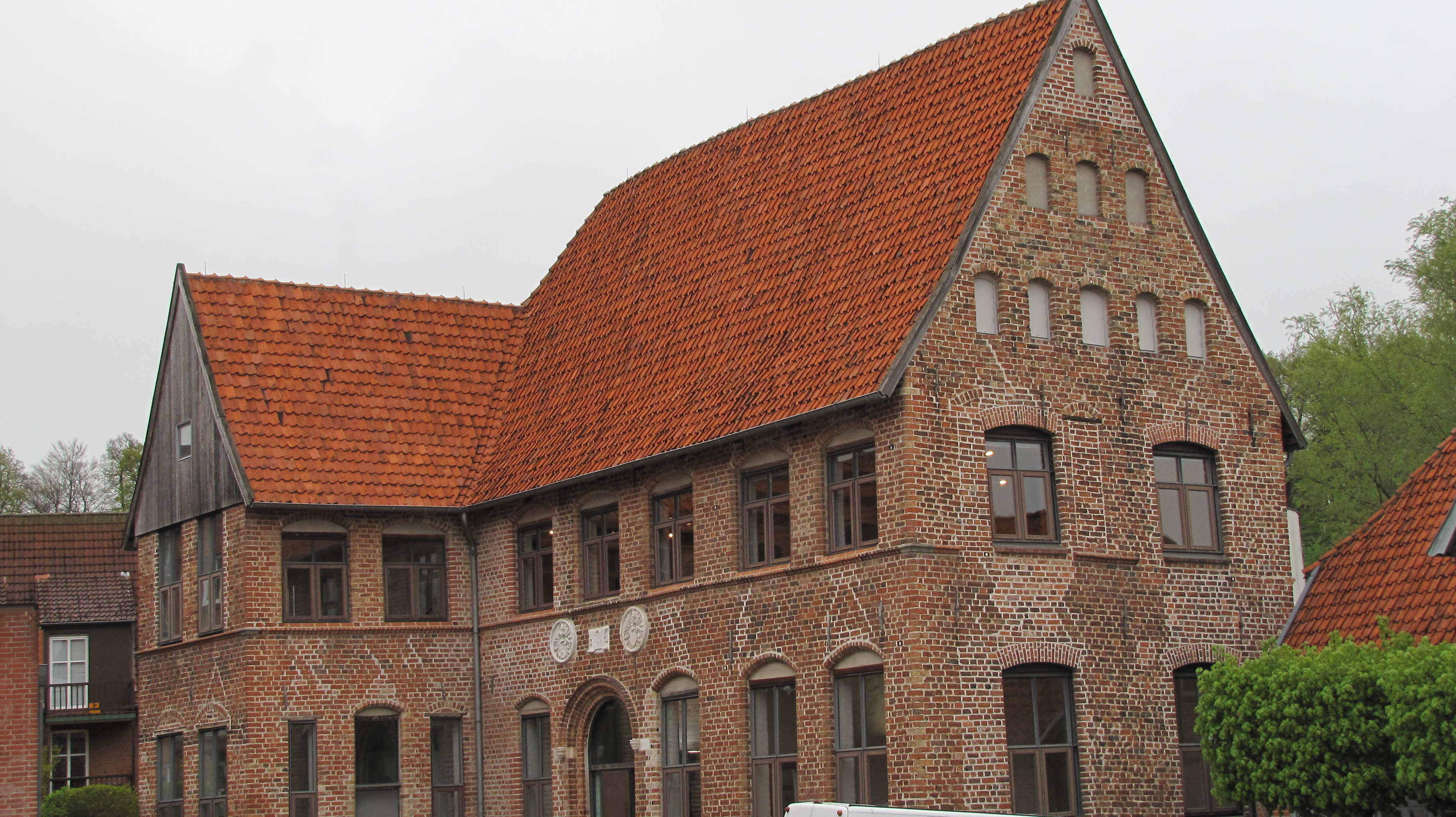
Stadthauptmannhof in Mölln

1653 ernannte ihn der Lübecker Rat zum Stadthauptmann der unter Lübecker Pfandherrschaft stehenden Stadt Mölln. Sein feierlicher Einzug in die Stadt erfolgte am 24. Januar 1654. Ende der 1650er Jahre versuchte er im Auftrag des mecklenburgischen Herzogs Christian Ludwig I., mit Hilfe von in Altona ansässigen Portugiesen (Sephardim) eine Silber-Münzprägeanstalt in einer der mecklenburgischen Exklaven bei Mölln einzurichten, was aber nicht gelang.

## Familie
Hieronymus von Dorne war verheiratet mit Gertrud Brokes, der Tochter des Bürgermeisters Otto Brokes. Aus der Ehe ging ein Sohn hervor, Hermann Otto von Dorne, der später Hauptmann wurde.